# Operació Gauntlet
Durant la Segona Guerra Mundial, l'operació Gauntlet va ser una incursió d'operacions combinades per les tropes canadenques, amb el suport logístic de l'Exèrcit Britànic i de militars de les Forces de Noruega a l'illa noruega de Spitsbergen, a 600 milles al sud del pol Nord, del 25 d'agost al 3 de setembre del 1941.
L'objectiu era destruir les riques mines de carbó situades a l'illa juntament amb els assentaments per tal que no els poguessin capturar i utilitzar els alemanys. Aquestes mines en territori noruec pertanyien i eren operades per Noruega (a Longyearbyen) i per la Unió Soviètica (a Barentsburg) i ambdós governs van accedir a la seva destrucció i a l'evacuació dels seus ciutadans nacionals.

## Rerefons
Les forces alemanyes havien completat la seva ocupació de Noruega al juny del 1940 i al juny del 1941, la Unió Soviètica (URSS) estava sent envaïda durant l'operació Barbarroja. El primer ministre britànic Winston Churchill va declarar immediatament causa comuna amb l'URSS. Els soviètics van sol·licitar presència naval britànica enfront del nord de Rússia i el contraalmirall Philip Vian va visitar Múrmansk per avaluar la situació local. A causa de les circumstàncies logístiques i d'altres la presència britànica es va limitar als submarins.

## Visita preliminar
A finals del juliol de 1941, l'Armada britànica va explorar Spitsbergen i va analitzar-ne la situació. Els reconeixements no van ser capaços de determinar si l'illa va ser ocupada per una guarnició. Es van establir contactes entre els colons noruecs i soviètics per cooperar junts. Un oficial noruec, el tinent R. Tamber, va anar a Longyearbyen com a representant de la Força K. que va tornar de la Gran Bretanya amb 70 voluntaris, sense que els alemanys en sabessin res.
Després de carregar el carbó que restava a Longyearbyen tres naus dutes per Tamber i els seus homes van visitar l'illa de l'Ós l'1 d'agost; en van destruir l'estació meteorològica i van evacuar al personal de Noruega. Aquesta acció va alertar als alemanys que rondaven per la zona, i posteriorment la Força K va ser atacada per avions enemics que vigilaven la zona.
El contra-almirall Philip Vian va pensar que l'ocupació militar seria possible, però la ubicació no era adequada com a base naval, principalment pel gel estacional. Winston Churchill, però, hauria pressionat per a un pla que es va desenvolupar ràpidament. El pla, d'acord amb Winston Churchill, l'ambaixador soviètic i el rei Haakon, va ser que la Força K tornés de l'illa de l'Ós a Spitsbergen per destruir les instal·lacions mineres, les reserves de combustible i realitzés la repatriació dels colons russos i noruecs.

## L'operació

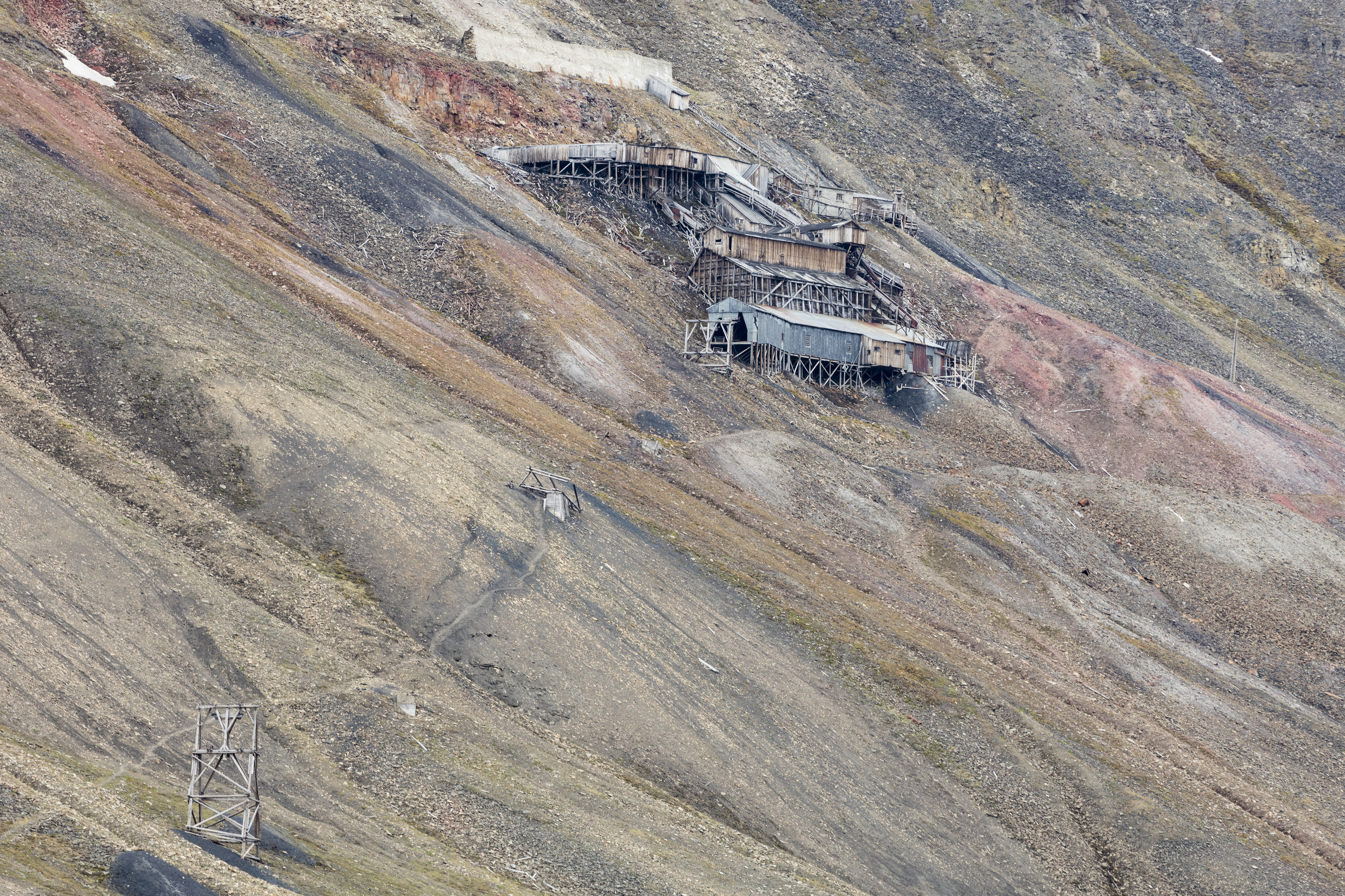
Una part de l'operació consistia en la destrucció de les mines ubicades als assentaments de l'illa de Spitsbergen. A la foto, la mina 2b de Longyearbyen.

Les tropes britàniques van arribar a Spitsbergen el 25 d'agost de 1941 sense cap oposició i es van ser rebuts amb entusiasme pels illencs. El 26 d'agost, quan es van completar les demolicions de Barentsburg, uns 2.000 miners soviètics, amb les seves propietats i equips, van ser traslladats en vaixell a Arkhànguelsk, i van arribar al seu destí el 29 d'agost.
El 30 d'agost, el comboi va continuar el seu camí a Spitsbergen, amb 765 persones, 15 gossos de trineu i uns 191 soldats francesos a bord que havien escapat dels camps de presoners alemanys. Aquests, després d'haver estat internats a Pomerània, Prússia i Polònia, s'havien escapat i s'havien unit a l'URSS, on van romandre detinguts fins l'operació Barbarroja. Els nous aliats soviètics havien acordat que els francesos reunirien a les forces de la França Lliure del general de Gaulle.
Mentrestant, la resta de la Força K estava duent a terme demolicions i càrregues esperades a Longyearbyen. La nit de l'1 de setembre de 1941, els vaixells van tornar d'Arkhànguelsk. L'estació meteorològica de Longyearbyen, sota control dels canadencs, va anunciar boira en el seu últim butlletí per dissuadir els plànols d'observació alemanys, abans de ser desmantellada. El 3 de setembre de 1941 es va informar de la presència d'un comboi alemany a les costes de Spitsberguen. La força i després se separa en dos.
Els alemanys estaven al corrent de l'operació Gauntlet el 6 de setembre, quan un informe naval va assenyalar que hi havia "fum significatiu en el sector de Spitsbergen", per reconeixement aeri. Malgrat això, en un aferrissada batalla, els aliats van destruir el gran vaixell alemany Bremse.

## Balanç
L'operació Gauntlet va ser un èxit total. Tots els objectius es van complir sense gaire oposició. Durant la seva estada a Spitsbergen, els aliats van enviar informes meteorològics erronis, citant boira i pobres condicions de vol en el sector. Aquesta informació errònia va tenir tot el reconeixement aeri alemany prop de Spitsbergen.